# Leichtathletik-Halleneuropameisterschaften 2017/Teilnehmer (Island)
| Gelbes Symbol für Goldmedaillen mit stilisierten Olympischen Ringen | Graues Symbol für Silbermedaillen mit stilisierten Olympischen Ringen | Braundes Symbol für Bronzemedaillen mit stilisierten Olympischen Ringen |
| ------------------------------------------------------------------- | --------------------------------------------------------------------- | ----------------------------------------------------------------------- |
| —                                                                   | —                                                                     | 1                                                                       |

Aus Island starteten eine Athletin und ein Athlet bei den Leichtathletik-Halleneuropameisterschaften 2017 in Belgrad, die eine Bronzemedaille errangen.

## Ergebnisse

### Frauen

#### Laufdisziplinen
| Athletin            | Disziplin | Vorlauf     | Vorlauf | Halbfinale  | Halbfinale | Finale      | Finale |
| Athletin            | Disziplin | Zeit        | Platz   | Zeit        | Platz      | Zeit        | Platz  |
| ------------------- | --------- | ----------- | ------- | ----------- | ---------- | ----------- | ------ |
| Aníta Hinriksdóttir | 800 m     | 2:02,82 min | 1       | 2:02,97 min | 2          | 2:01,25 min | Bronze |

### Männer

#### Laufdisziplinen
| Athlet           | Disziplin | Vorlauf     | Vorlauf | Halbfinale | Halbfinale | Finale             | Finale             |
| Athlet           | Disziplin | Zeit        | Platz   | Zeit       | Platz      | Zeit               | Platz              |
| ---------------- | --------- | ----------- | ------- | ---------- | ---------- | ------------------ | ------------------ |
| Hlynur Andrésson | 3000 m    | 8:29,00 min | 20      | –––        | –––        | nicht qualifiziert | nicht qualifiziert |